# Unterau (Pölzig)
Unterau ist ein zur Gemeinde Pölzig gehörender Weiler im thüringischen Landkreis Greiz in Deutschland. Die Siedlung wird heute nicht mehr als eigenständiger Ortsteil geführt.

## Lage
Unterau liegt nordöstlich von Pölzig im Schmöllner-Zeitzer Ackerbaugebiet am Rande der Leipziger Tieflandsbucht. Der Weiler befindet sich an der Meuselwitzer Straße zwischen Pölzig im Südwesten und Bröckau im Nordosten. Er grenzt im Westen, Norden und Osten an den südlichsten Teil des Landes Sachsen-Anhalt.

## Geschichte
Das Rittergut Unterau wurde erstmals im späten 16. Jahrhundert erwähnt. Es gehörte zum wettinischen Amt Altenburg, welches ab dem 16. Jahrhundert aufgrund mehrerer Teilungen im Lauf seines Bestehens unter der Hoheit folgender Ernestinischer Herzogtümer stand: Herzogtum Sachsen (1554 bis 1572), Herzogtum Sachsen-Weimar (1572 bis 1603), Herzogtum Sachsen-Altenburg (1603 bis 1672), Herzogtum Sachsen-Gotha-Altenburg (1672 bis 1826). Bei der Neuordnung der Ernestinischen Herzogtümer im Jahr 1826 kam der Weiler wiederum zum Herzogtum Sachsen-Altenburg.
Nach der Verwaltungsreform im Herzogtum gehörte er bezüglich der Verwaltung zum Ostkreis (bis 1900) bzw. zum Landratsamt Ronneburg (ab 1900). Der Weiler gehörte ab 1918 zum Freistaat Sachsen-Altenburg, der 1920 im Land Thüringen aufging. 1922 kam Unterau zur Gemeinde Pölzig und mit dieser zum Landkreis Gera.
Bei der zweiten Kreisreform in der DDR wurden 1952 die bestehenden Länder aufgelöst und die Landkreise neu zugeschnitten. Somit kam Unterau mit der Gemeinde Pölzig im Kreis Gera-Land an den Bezirk Gera, der seit 1990 als Landkreis Gera zu Thüringen gehörte und bei der thüringischen Kreisreform 1994 im Landkreis Greiz aufging.
Nachdem in den 1990er Jahren das Mühlengut abgebrochen wurde, besteht der Ort Unterau seither nur noch aus dem Vierseithof, der aus dem dreiflügeligen Rittergut hervorging.